# Norayr de Byzance
Norayr (Neander) de Byzance, född 1845, död 25 december 1915, var en armenisk språkforskare som under en längre tid levde i Sverige. Han kom från Konstantinopel, var bosatt i Venedig, och gifte sig år 1881 med den svenska hovfotografen Selma Jacobsson. Han avled 1915 och hade testamenterat sin förmögenhet till Fredrika Bremer-förbundet. Stadsbiblioteket i Göteborg köpte hans samling armenisk litteratur, som nu finns på universitetsbiblioteket där.